# Val Vény
Pour les articles homonymes, voir Veny.
Le val Vény est une vallée latérale du massif du Mont-Blanc, au sud-ouest de Courmayeur. Il se termine par le col de la Seigne qui permet le passage vers la vallée des Glaciers.

## Géographie
Le val Vény a été façonné par les deux glaciers du Miage et de la Brenva.
Le val Vény se divise en trois parties :
- la partie parallèle au massif du Mont-Blanc, entre le col de la Seigne (2 514 mètres) et la partie inférieure du glacier du Miage ;
- la partie appelée Plan Vény, la région de la plaine de la Doire de Vény ;
- l'embouchure du val, dominé par le mont Blanc et par la partie basse du glacier de la Brenva (1 444 mètres).

Sur le versant droit du val Vény, près de Courmayeur, se situe le lac de Chécrouit (2 165 mètres). Sur le versant opposé, on aperçoit le massif du Mont-Blanc, la dent du Géant (4 014 mètres) et le glacier de la Brenva.
À l'entrée du val se trouve le sanctuaire Notre-Dame-de-Guérison.

La Doire de Vény.
Vue panoramique du val Vény.
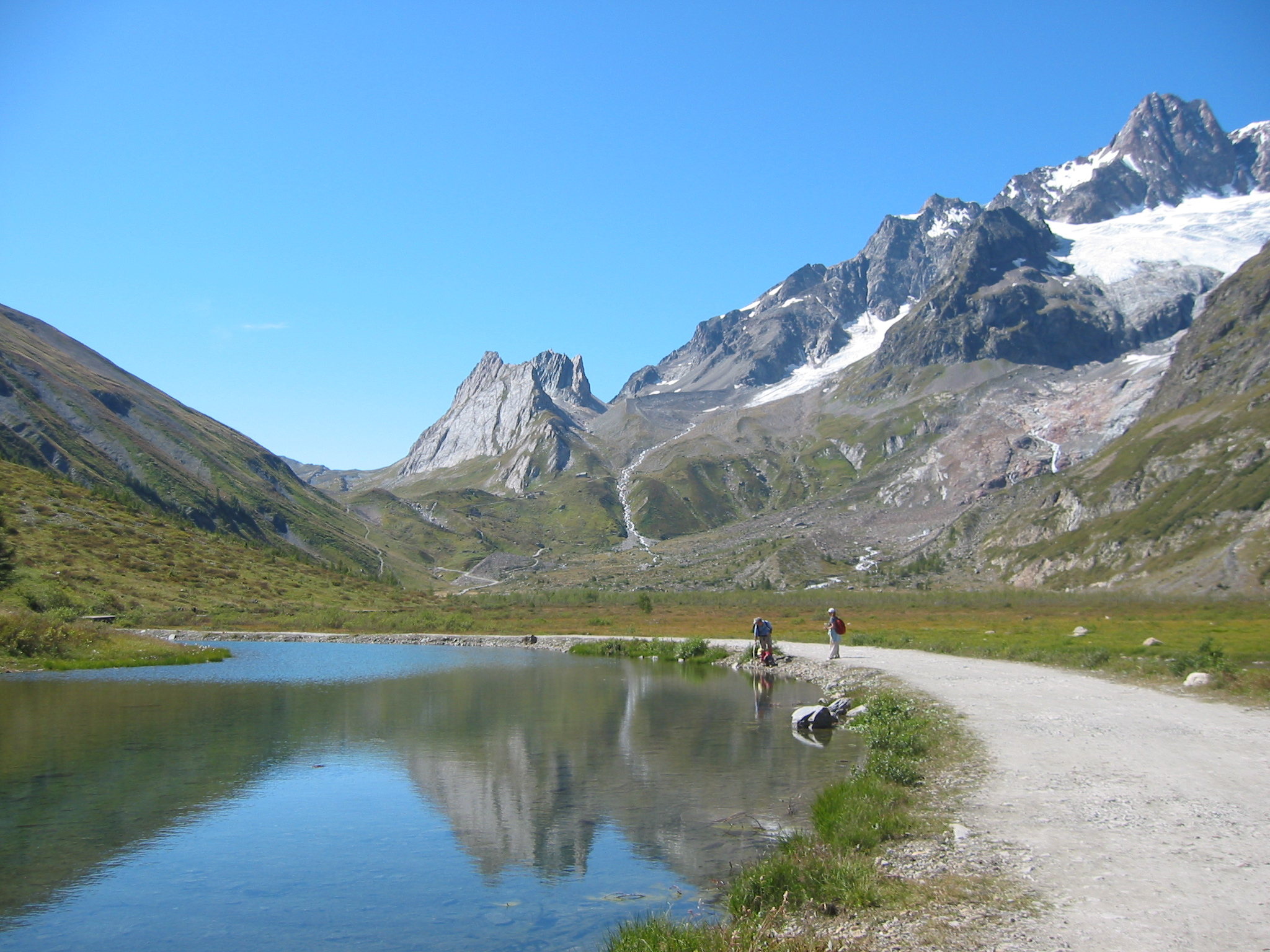
Vue du haut val Vény près du refuge Elisabetta Soldini Montanaro.
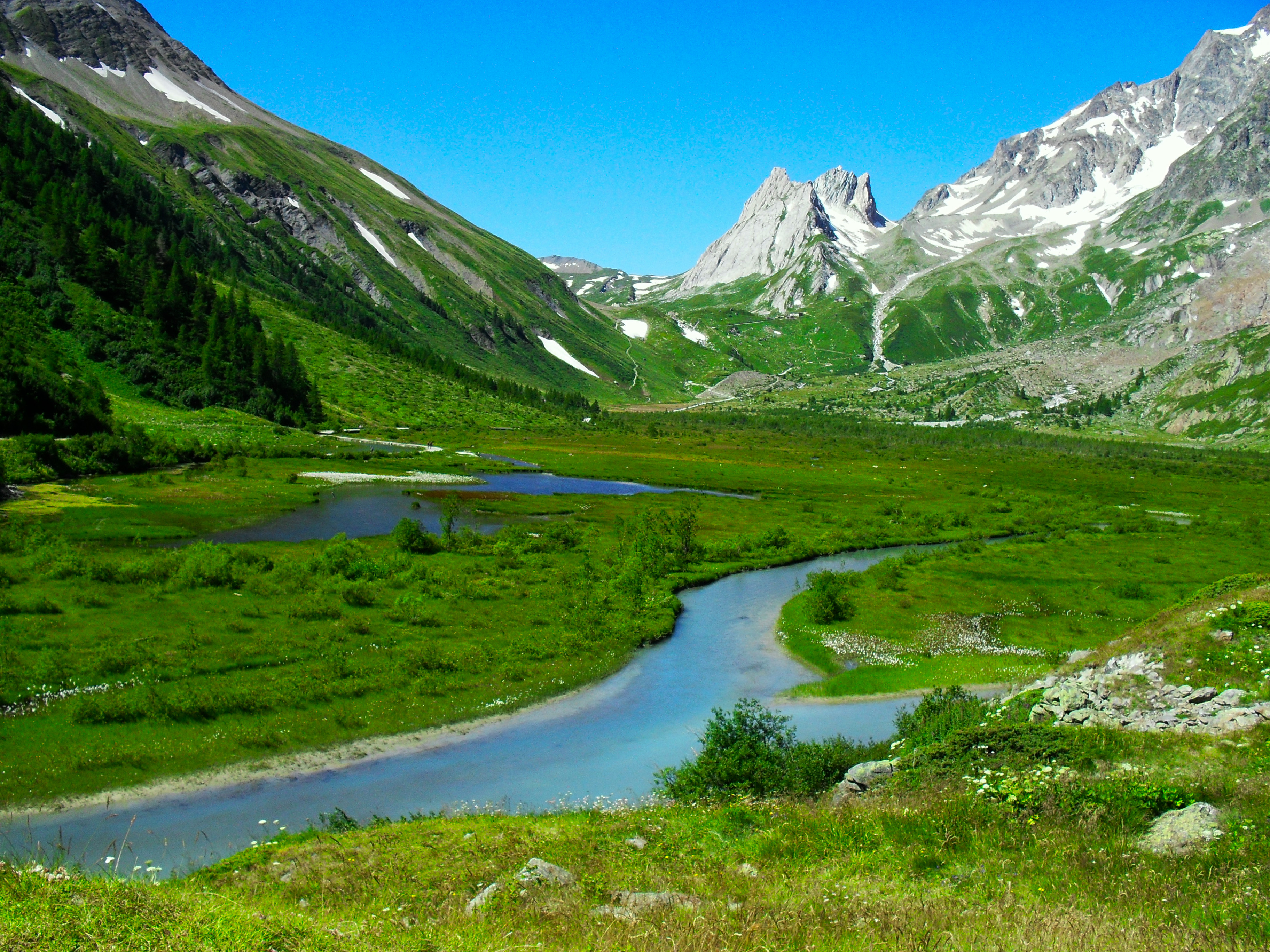
Vue du haut val Vény.

## Alpinisme
Le val Vény constitue le point de départ de la voie italienne au mont Blanc par le glacier du Miage et le refuge Gonella.

### Refuges et bivouacs
Voici une liste des refuges et des bivouacs présents sur le territoire du val Vény :
- Refuge Monte Bianco - 1 666 mètres ;
- Refuge Maison Vieille - 1 956 mètres ;
- Refuge Élisabeth - 2 197 mètres ;
- Refuge Monzino - 2 561 mètres ;
- Refuge Gonella - 3 072 mètres ;
- Refuge Durier - 3 369 mètres ;
- Refuge Quintino Sella - 3 363 mètres ;
- Refuge de la Noire ou Borelli-Pivano - 2 316 mètres ;
- Bivouac Adolphe Hess - 2 958 mètres ;
- Bivouac Gino Rainetto - 3 047 mètres ;
- Bivouac de la Brenva - 3 060 mètres ;
- Bivouac des Dames Anglaises - 3 490 mètres ;
- Bivouac de la Fourche - 3 674 mètres (détruit) ;
- Bivouac Marco Crippa - 3 852 mètres ;
- Bivouac Giuseppe Lampugnani - 3 860 mètres.

## Événements

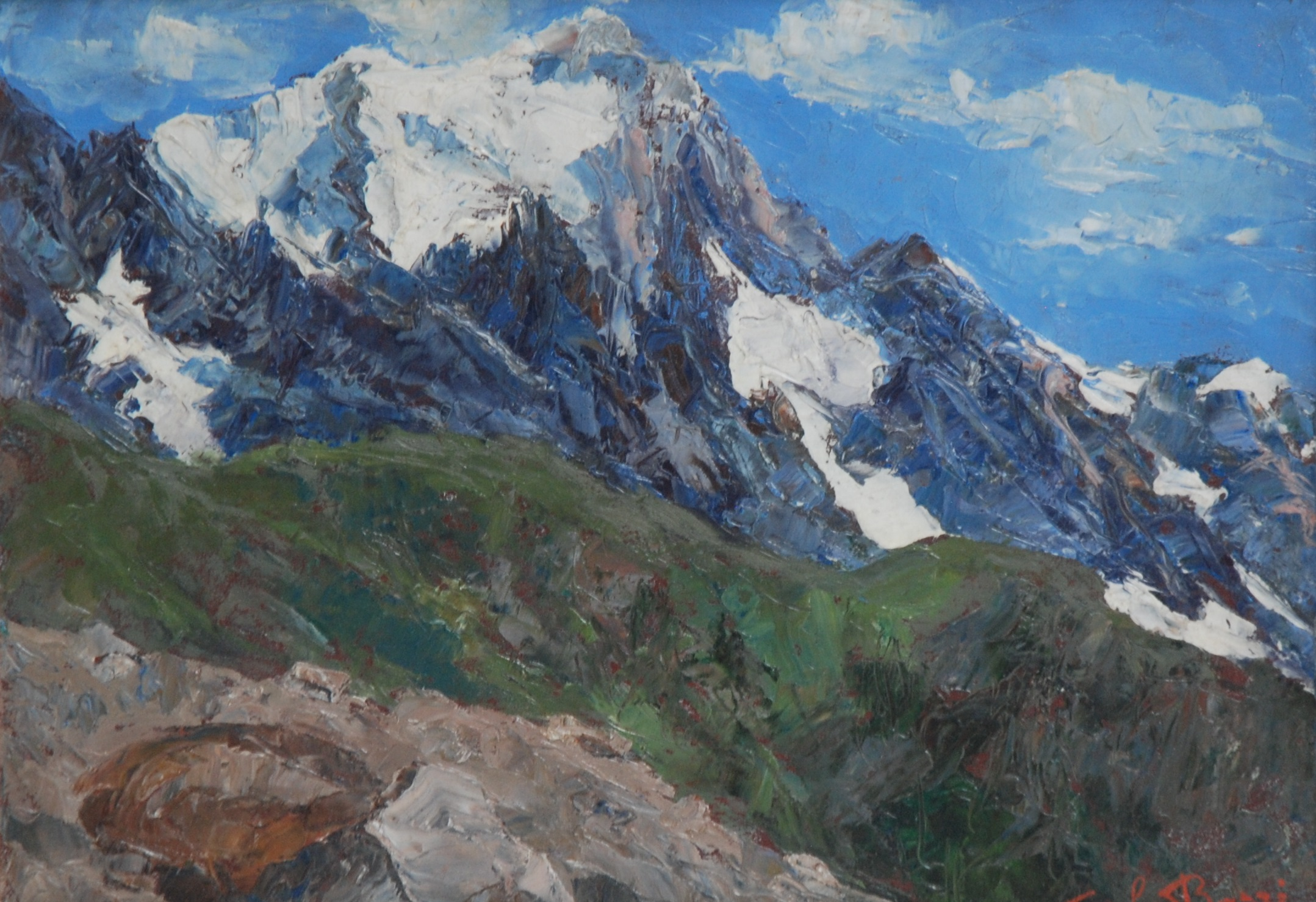
Œuvre de, Après-midi en Val Vény, Courmayeur, 25 × 34 cm, 1920.

Le bois du Peuterey au val Vény accueille chaque année le premier weekend de juillet les principaux événements du festival Celtica, réunissant des artistes de premier plan provenant des nations celtiques.